# Kasteel van Bresse-sur-Grosne
Het Kasteel van Bresse-sur-Grosne (Frans: Château de Bresse-sur-Grosne) is een kasteel in de Franse gemeente Bresse-sur-Grosne. Het kasteel is een beschermd historisch monument sinds 1983.